# 杜家台门
杜家台门是位于浙江省绍兴市的一处清代民居，位于古城北部的越城区府山街道下大路78号。
杜家台门座北朝南，占地10亩，共五进，分别为门厅、大厅、香火堂、后厅和座楼，基本保留原始风貌，规格较高。东西两侧原有弄堂直通。整体格局前低后高，利于排水。
清康熙年间，杜家始祖济芝公在白塔洋打败倭寇，获得御赐黄马褂。此后杜家迁到绍兴城，建此府第，聚族而居。此后杜家出过杜煦、杜春生、杜亚泉等学者。
1958年大炼钢铁时，台门内的五进大门和许多铁器被拆卸扔进炼钢炉。1966年破四旧时，台门口一对木雕龙头被毁。门楣上林则徐题写的‘进士第’匾也不知所终。
1993年5月17日，杜家台门公布为绍兴市文物保护单位。
2020年10月，府山片区21地块（杜家台门、缪家台门）6308平方米房屋拆迁。